# شاه‌حسین‌لی
شاه‌حسین‌لی (به ترکی آذربایجانی: Şahhüseynli) یک منطقهٔ مسکونی در جمهوری آذربایجان است که در شهرستان زردآب واقع شده‌است. شاه‌حسین‌لی ۱٬۳۷۱ نفر جمعیت دارد.